# شهرستان کارسون (تگزاس)

موقعیت شهرستان در ایالت تگزاس

کارسون یکی از شهرستان‌های ایالت تگزاس می‌باشد.
این شهرستان در شمال‌غربی این ایالت است.
جمعیت این شهرستان در سال ۲۰۱۰ میلادی معادل ۶۱۸۲ نفر بود.